# Voetbalkampioenschap van Ravensberg-Lippe
Het voetbalkampioenschap van Ravensberg-Lippe was een van de regionale voetbalcompetities van de West-Duitse voetbalbond, die bestond van 1906 tot 1911.

## Geschiedenis
De competitie startte in 1906 als zevende competitie van de West-Duitse voetbalbond. Na het seizoen 1910/11 werd de competitie opgeheven en gingen de clubs spelen in de Westfaalse competitie.

## Erelijst
- 1907 FC Teutonia Osnabrück
- 1908 FC Teutonia Osnabrück
- 1909 FC Teutonia Osnabrück
- 1910 BV 05 Osnabrück
- 1911 FC Olympia Osnabrück